# Vilovo
Vilovo es un pueblo ubicado en el municipio de Titel, en el distrito de Bačka del Sur, Serbia.

## Superficie
Posee una superficie de 26,34 kilómetros cuadrados.

## Demografía
Hasta 2022 la población era de 975 habitantes, con una densidad de población de 37,02 habitantes por kilómetro cuadrado.